# Alexis Doukas Philanthropène
Ne doit pas être confondu avec Alexis Philanthropénos.
Alexis Doukas Philanthropène (en grec : Ἀλέξιος Δούκας Φιλανθρωπηνός, mort vers 1275) est un noble et un amiral byzantin qui obtient le rang de protostrator puis de mégaduc durant le règne de Michel VIII Paléologue.

## Biographie
Alexis est le premier membre important de la famille Philanthropène mentionné dans les sources. Il apparaît pour la première fois dans le récit de Georges Acropolite à l'automne 125 comme commandant militaire dans la région d'Ohrid (peut-être en tant que gouverneur (doux) du thème local) au cours des guerres de Théodore II Lascaris contre les Bulgares,.
Au cours des années 1260, Philanthropène obtient le titre de protostrator. Il est alors théoriquement subordonné au mégaduc Michel Lascaris mais ce dernier est vieux et infirme. De ce fait, Philanthropène exerce de facto le commandement de la marine byzantine. En 1262 ou 1263, peu après la reprise de Constantinople, l'empereur Michel VIII l'envoie lancer un raid contre les possessions latines de la mer Égée. C'est alors la première expédition majeure de la marine des Paléologue nouvellement réorganisée et renforcée. Les équipages des navires de Philanthropène sont composés de membres des nouveaux corps des Gasmules (descendants d'unions entre Latins et Byzantins) et des Prosalentai. Les Byzantins mettent à sac les îles de Paros, Naxos et Kéa ainsi que les villes de Carystos et Oraioi sur l'île d'Eubée. Ils se dirigent ensuite vers le sud pour soutenir une force expéditionnaire ayant débarqué à Monemvasie pour combattre la principauté d'Achaïe.
Il est possible qu'il commande l'armée qui débarque En 1270 à Monemvasie et opère en Morée contre les Latins l'année suivante. Les deux belligérants évitent alors toute confrontation directe qui pourrait être potentiellement désastreuse et préfère se focaliser sur des raids pour piller et dévaster le territoire de leur adversaire. Au début des années 1270, Philanthropène dirige sa flotte contre les Latins à plusieurs reprises. Il soutient alors Licario, un Italien devenu vassal de l'empire actif sur l'île d'Eubée. Philanthropène participe aussi à la grande victoire navale de Démétrias au cours de laquelle il est gravement blessé. Pour ce succès, il est élevé au rang de mégaduc laissé vacant par la mort de Michel Lascaris.
Alexis Doukas Philanthropène meurt vers 1275 et Licario lui succède comme mégaduc.

### Famille
Alexis a une fille du nom de Marie mariée au protovestiaire Michel Tarchaniotès. Leur deuxième fils est le pinkernès Alexis Philanthropène, un important général qui obtient plusieurs succès contre les Turcs et dirige une rébellion infructueuse contre Andronic II Paléologue en 1295,.